# Friedrich Wilhelm Rauschenberg
Friedrich Wilhelm Rauschenberg (* 1. Dezember 1853 in Bremen; † 28. September 1935 in Bremen) war ein deutscher Architekt.

## Biografie
Rauschenberg war der Sohn eines Baumeisters. Er absolvierte das Alte Gymnasium in Bremen und studierte ab 1872 Architektur.
1882 eröffnete er ein Büro in Bremen am Rutenhof. Er plante viele, oft aufwendige, Wohn- und Geschäftshäuser im Stil der Neorenaissance. 1881 plante er mit viel Zierrat die Wettersäule, die 1882 in der Nähe des Bischofstors, an der Rembertistraße in Bremen Aufstellung fand und 1958 abgebrochen wurde. Nach seinen Plänen entstand die Bremer Gewerbebank in der damaligen Kaiserstraße. Für den Bremer Bürgerpark entwarf er die Rickmers- und die Niemannbrücke. Das 1889/1890 von Johann Georg Poppe entworfene Parkhaus (1907 durch Brand zerstört) führte er aus.
Ab 1893 arbeitete er in München und danach in Karlsruhe. 1903 kehrte er nach Bremen zurück und war mit Andreas Heinrich Wilhelm Müller Teilhaber eines Architektenbüros. Das Büro plante und baute Wohn-, Miet- und Landhäuser, u. a. von 1905 bis 1907 im Jugendstil das Ensemble Wiener Hof, Weberstraße 7–21. Er war in dieser Zeit auch stadtplanerisch tätig und hatte mit der Inventarisierung von Baudenkmälern begonnen. Er führte auch den Titel Regierungsbaumeister (a. D.).

## Werke
- Wettersäule Bischofstor (1881/82)
- Gewerbebank in der Kaiserstraße; heute Bürgermeister-Smidt-Straße
- Rickmers- und die Niemannbrücke im Bürgerpark
- Baudurchführung Parkhaus im Bürgerpark (1889/90)
- Dreikaiserhaus an der Ecke Langenstraße/Kaiserstraße (Historismus, 1890)
- Baudurchführung Deutsche Bank am Domshof (Eklektizismus/Neoklassizismus, 1891, erhalten)
- Ensemble Wiener Hof, Weberstraße, mit Müller (Jugendstil, 1905/07, erhalten)

## Nachweise
1. ↑  Hans Christoph Hoffmann: Der Denkmalschutz im bremischen Staate. In: Bremisches Jahrbuch 55, 1977, S. 273.
2. ↑  Bremisches Jahrbuch 1928, S. XI.